# Тедрехон
Тедрехон — упоминаемый под именем «царь Севера Тедрехон» в первом десятилетии IV века в «Истории Тарона» Зеноба Глака. Возглавляемые им гуннские войска барсилов вторглись через Каспийский проход на Албанию. Само имя, скорее всего, искаженное от тюркского Тенгрихан. В «Истории агван» (VII век) оно упоминается как имя главного божества гуннов, приводится также прямая иранская параллель — «Аспендиат». Последняя — одна из форм иранского имени Исфандияр («святой, священный, божественный»). По мнению В. Гукасяна, «этот Тенгри-хан является одним из первых каганов или предводителей тюрок», что вполне согласуется с их мировоззрением, согласно которому каждый каган или его наследник считался символом бога, его наместником на земле.